# Marie Kettnerová
Marie Kettnerová född den 4 april 1911 i Prag, död den 28 februari 1998 i London är en före detta tjeckoslovakisk bordtennisspelare, och dubbel världsmästare i singel.
Hon spelade sitt första VM 1932 och 1950, 18 år senare sitt 11:e och sista.
Under sin karriär tog hon 23 medaljer i Bordtennis VM; 6 guld, 5 silver och 12 brons. De tyngsta titlarna var de två i singel 1934 och 1935. Titel 1934 innebar att hon blev den första tjeckiskan som tog en guldmedalj.

## Hall of Fame
- 1993 valdes hon in i International Table Tennis Foundation Hall of Fame.

## Meriter
- Bordtennis VM
  - 1934 i Paris
    - 1:a plats singel
    - 3:e plats dubbel (med Marie Smidová-Masaková)
    - 3:e plats med det tjeckoslovakiska laget

  - 1935 i London
    - 1:a plats singel
    - 2:a plats dubbel (med Marie Smidová-Masaková)
    - 2:a plats mixed dubbel (med Stanislav Kolár)
    - 1:a plats med det tjeckoslovakiska laget

  - 1936 i Prag
    - 3:e plats singel
    - 1:a plats dubbel (med Marie Smidová-Masaková)
    - 1:a plats med det tjeckoslovakiska laget

  - 1937 i Baden (Niederösterreich)
    - 3:e plats singel
    - 3:e plats dubbel (med Annemarie Schulz)
    - 2:a plats mixed dubbel (med Stanislav Kolár)
    - 3:e plats med det tjeckoslovakiska laget

  - 1938 i London
    - 3:e plats mixed dubbel (med Václav Tereba)
    - 1:a plats med det tjeckoslovakiska laget

  - 1939 i Kairo
    - 3:e plats singel
    - 3:e plats dubbel (med Samiha Naili)
    - 2:a plats mixed dubbel (med Václav Tereba)
    - 2:a plats med det tjeckoslovakiska laget

  - 1947 i Paris
    - 3:e plats med det tjeckoslovakiska laget

  - 1948 i London
    - 3:e plats med det tjeckoslovakiska laget

  - 1950 i Budapest
    - 3:e plats med det tjeckoslovakiska laget